# Germán Sánchez (clavadista)
Germán Saúl Sánchez Sánchez (Guadalajara, Jalisco, 10 de agosto de 1992) es un deportista mexicano de la especialidad de Clavados. Consiguió la medalla de plata en los Juegos Olímpicos de Río de Janeiro 2016 y junto a Iván García en los Juegos Olímpicos de Londres 2012 en Plataforma de 10 metros sincronizados.

## Trayectoria
Participó en el Campeonato Mundial de Natación en Shanghái 2011 junto a Iván García, terminando en la séptima posición en Plataforma de 3 metros y en Plataforma de 10 metros.
En el Grand Prix Internacional Rusia 2011, quedó en segunda posición junto a Iván García en Plataforma de 10 m sincronizados.

### Juegos Centroamericanos y del Caribe 2010
El 9 de julio de 2010, en los Juegos Centroamericanos y del Caribe llevados a cabo en la ciudad de Mayagüez, Puerto Rico, compitió en Plataforma de 10 metros sincronizados junto a Iván García, quedando en primer lugar y ganando la medalla de Oro.

### Juegos Panamericanos de 2011
El 29 de octubre de 2011, en los Juegos Panamericanos celebrados en la ciudad de Guadalajara, México, Germán participó en Plataforma de 10 metros sincronizados, llevándose la medalla de Oro.

### Juegos Olímpicos de Londres 2012
El 30 de julio de 2012, en los Juegos Olímpicos llevados a cabo en la ciudad de Londres, Inglaterra, Germán compitió en Plataforma de 10 metros Sincronizados junto a Iván García logrando una calificación total de 468.90 puntos, obteniendo con esto el segundo lugar y la Medalla de Plata. El 10 de agosto de 2012, competirá individualmente en la ronda preliminar en Plataforma de 10 metros.